# Waddenzee

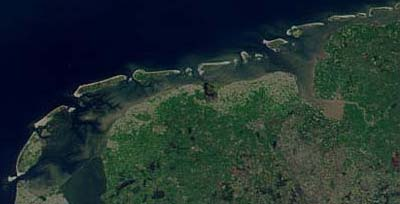
Het westelijke deel van de Waddenzee

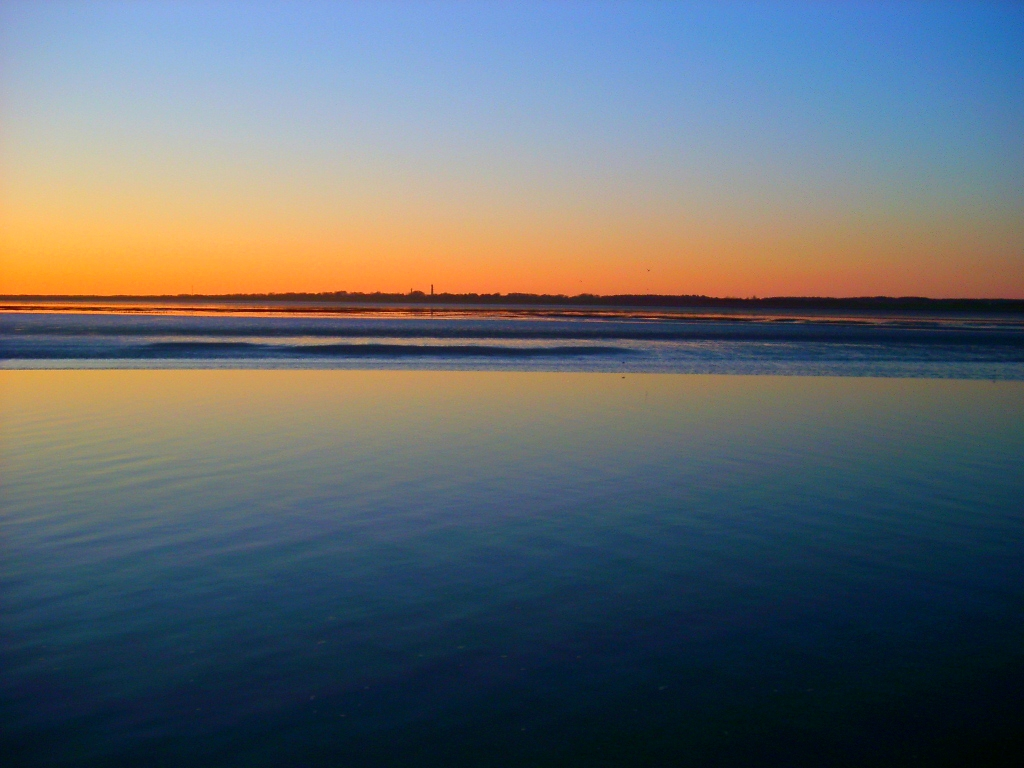
Zonsondergang bij Schiermonnikoog

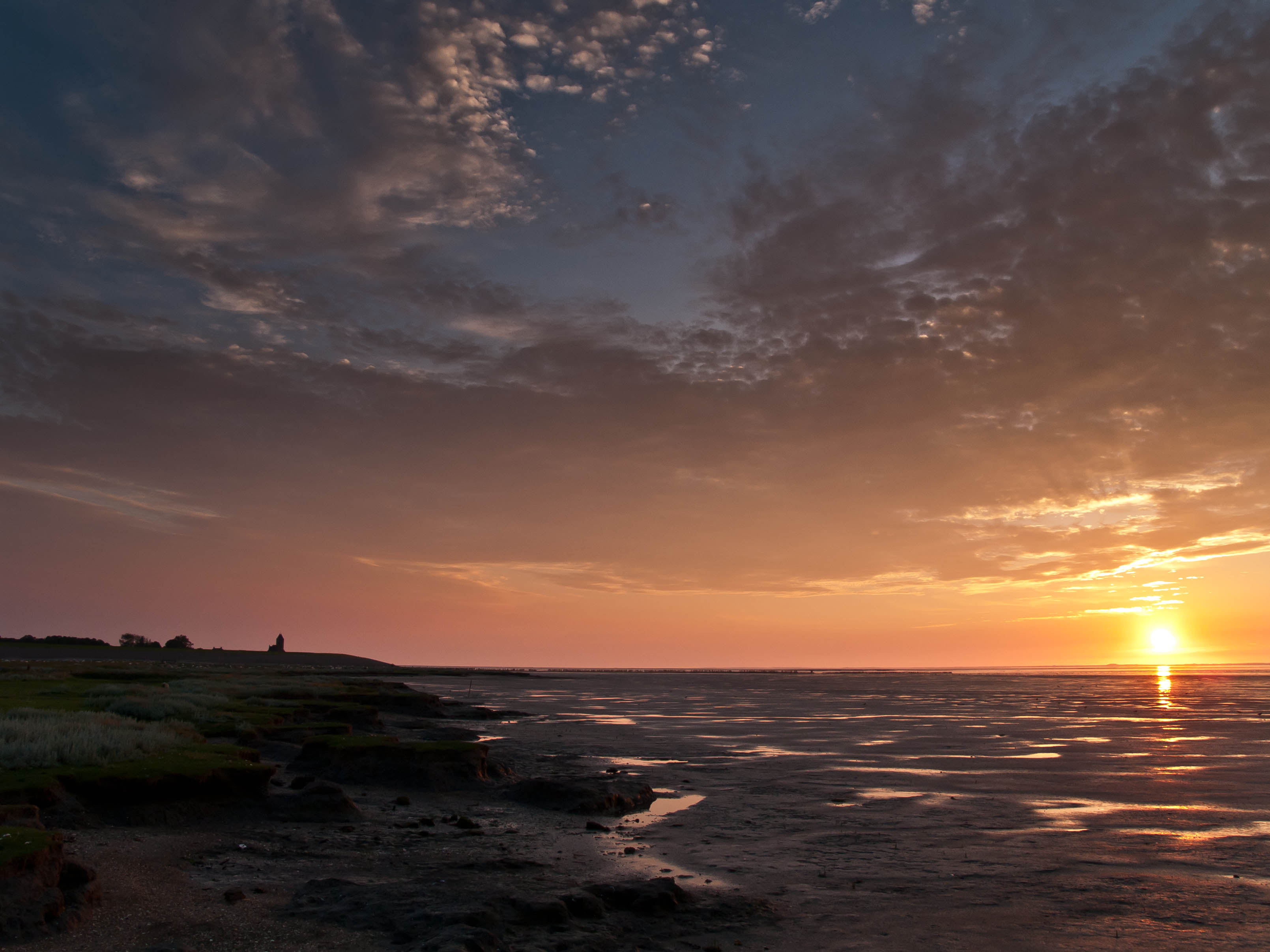
Zonsondergang bij Wierum

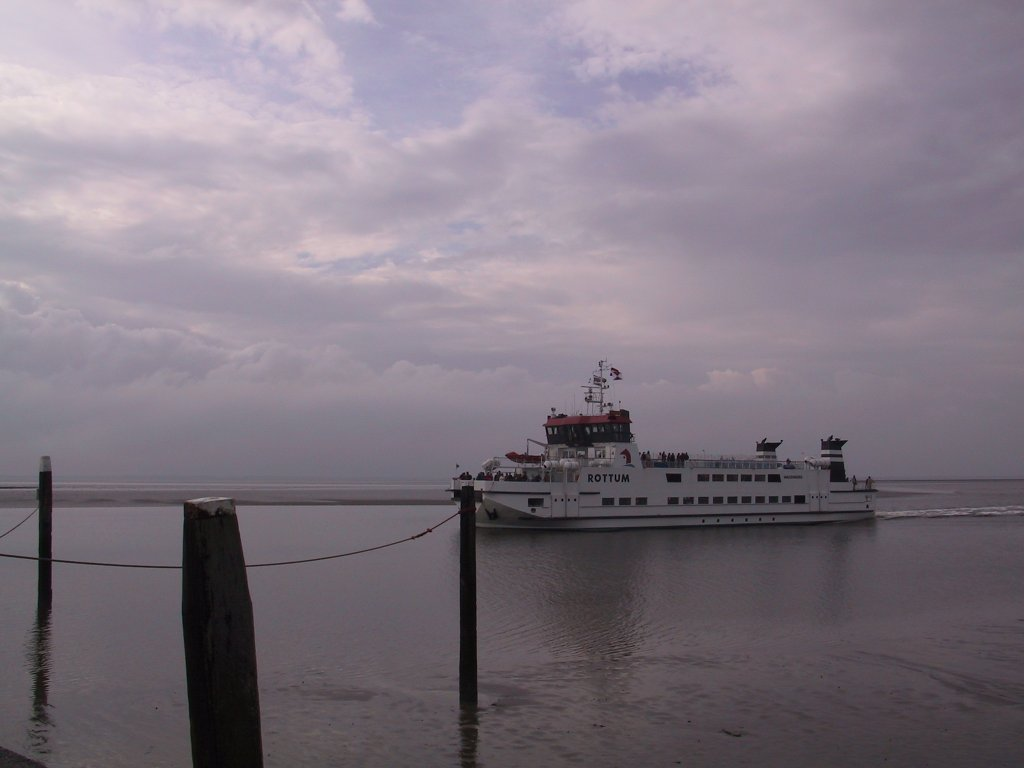
Veerboot Rottum op de Waddenzee

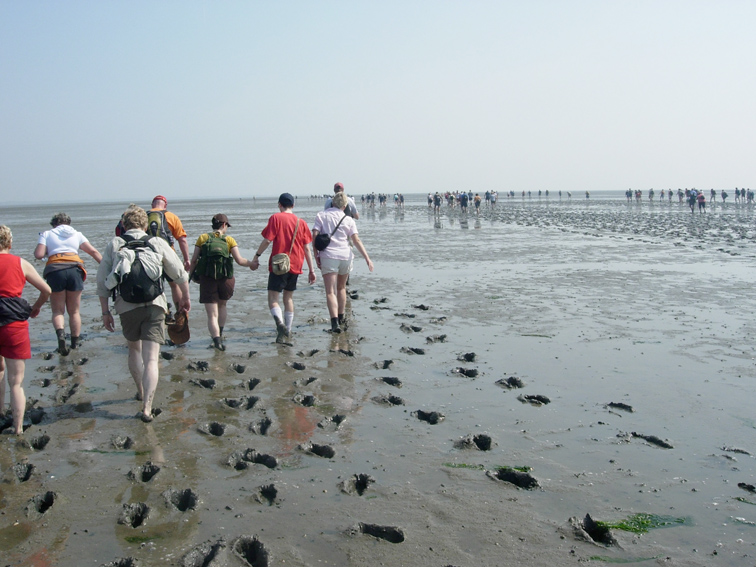
Wadlopen is mogelijk bij laag water, onder andere naar Schiermonnikoog.

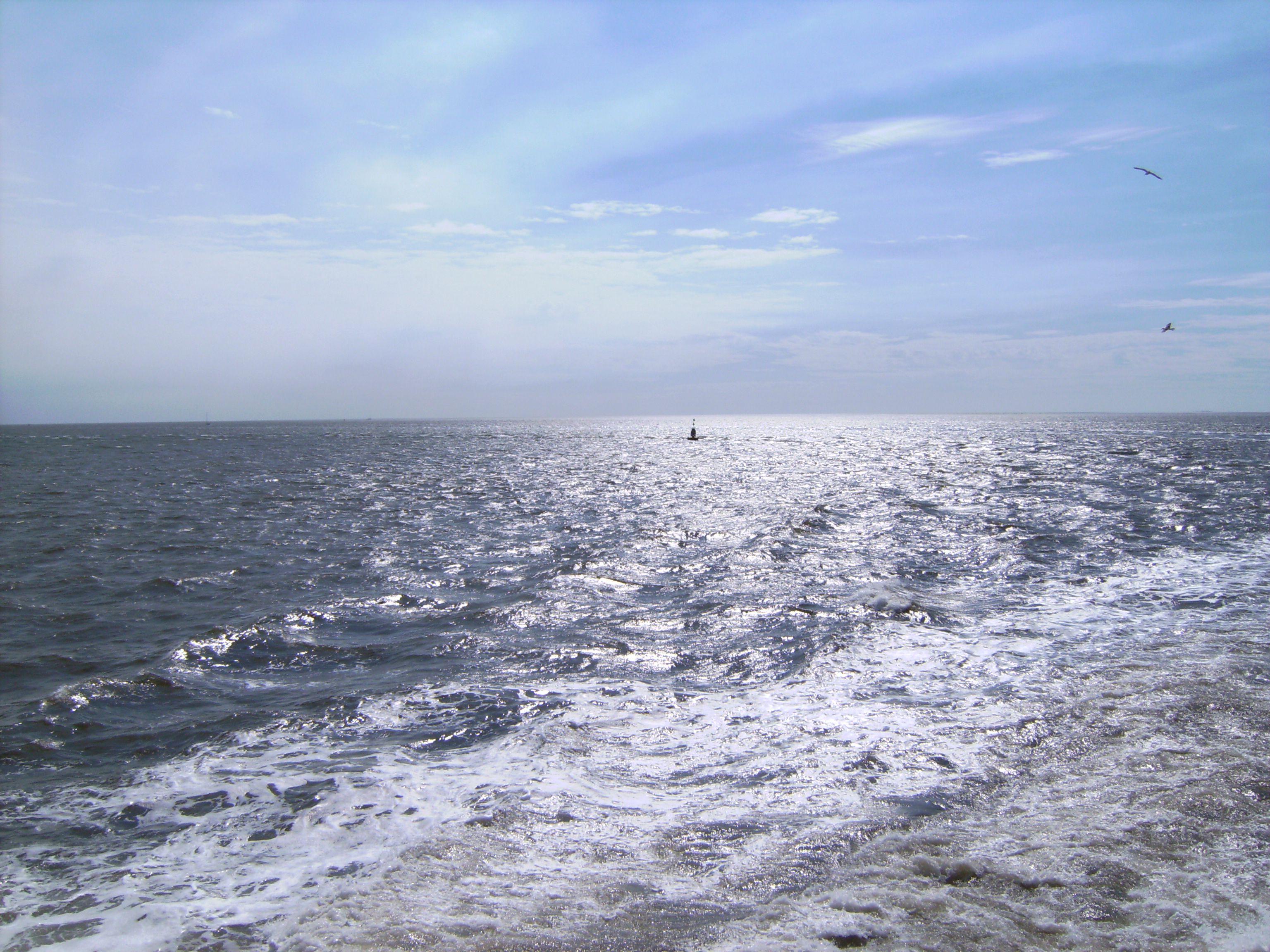
Tussen Terschelling en Harlingen

De Waddenzee (Fries: Waadsee, Duits: Wattenmeer, Deens: Vadehavet) is een randzee tussen de Waddeneilanden en de Noordzee aan de ene kant, en het vasteland van Nederland, Duitsland en Denemarken aan de andere kant.
Het gebied strekt zich uit tussen Den Helder in Nederland en Esbjerg in Denemarken, heeft een lengte van 500 km en een breedte van gemiddeld 20 km. De oppervlakte bedraagt ongeveer 10.000 km², waarvan ongeveer 7500 km² getijdengebied (slikken en zandbanken), 1100 km² eilanden en 350 km² kwelders en zomerpolders. De rest bestaat uit vaargeulen.
In de Waddenzee mondden een aantal rivieren uit. De monding verwijdde tot een estuarium zoals de Dollard, de Lauwerszee, de Middelzee en de Zuiderzee. De laatste drie zijn inmiddels afgesloten. De in 1932 voltooide Afsluitdijk is sinds dat jaar onderdeel van de zuidgrens van de Waddenzee. De Waddenzee wordt onderbroken door de Hindenburgdamm van het eiland Sylt en de Rømødæming, de dam naar Rømø.
Het Waddengebied heeft een grote natuurwaarde en staat op de UNESCO-Werelderfgoedlijst. Het werelderfgoed omvat ruim 12.000 km², waartoe ook het overgangsgebied naar de Noordzee (zo'n 4000 km²) wordt gerekend. De Waddeneilanden van Nederland en Sleeswijk-Holstein (bijna 700 km²) en de mondingen van de Eems, Außenjade, Wezer en Elbe vallen er grotendeels buiten. Deze gebieden vallen echter wel voor een belangrijk deel onder het regime van Natura 2000. De beschermingsmaatregelen worden gecoördineerd door het Internationale Waddenzeesecretariaat (CWSS) te Wilhelmshaven, waarin Nederland, Duitsland en Denemarken samenwerken. Besluiten worden genomen tijdens driejaarlijkse ministersconferenties, waar de betrokken bewindslieden overleg plegen. Daarnaast zijn er periodieke wetenschappelijke conferenties en bestond er tussen 2002 en 2023 een Waddenzeeforum, waarin maatschappelijke organisaties en belangengroepen hun stem konden laten horen.
Hoe kwetsbaar dit Waddenzeegebied is bleek met de ramp met MSC Zoë in de nacht van 1 op 2 januari 2019, waarbij heel veel plastic(korrel)s en consumentenproducten in zee terecht kwamen. Duizenden vrijwilligers hielpen de kustlijn schoon te maken. Wat precies de gevolgen voor het gebied zijn wordt nog onderzocht.
Behalve als natuurgebied is de Waddenzee ook belangrijk voor de visserij, recreatie, delfstofwinning en andere economische bedrijvigheid. In het Nederlandse deel wint de Nederlandse Aardolie Maatschappij aardgas.
Het Nederlandse grondgebied van de Waddenzee is in 1981 tot staatseigendom verklaard en toegevoegd aan de provincies Noord-Holland, Friesland en Groningen. In 1986 werd de Waddenzee ook gemeentelijk ingedeeld. Voor die tijd gebeurde het wel eens dat een kind werd geboren op de boot, op weg van een eiland naar een ziekenhuis: voorheen moest zo'n kind, dat wel in Nederland maar niet in een gemeente geboren was, bij de burgerlijke stand in 's-Gravenhage aangegeven worden.

## Algemeen
De Waddenzee is onderdeel van de waddenkust van de Noordzee. Typerend zijn de tijdens eb droogvallende zandplaten, gescheiden door meer of minder diepe geulen. Langs de kust vinden we meestal een modderige strook slik. Met iedere vloed wordt het zoute water van de Noordzee door de zeegaten tussen de Waddeneilanden de wadden opgestuwd. Een aantal rivieren mondt in de Waddenzee uit. In Duitsland de Eems, de Wezer en de Elbe, in Nederland (via de sluizen in de Afsluitdijk) de IJssel en andere in het IJsselmeer afwaterende rivieren en kanalen.

### Waddengebied
Het gebied rond de Waddenzee, met inbegrip van de eilanden en het vasteland, wordt ook wel Waddenkust genoemd. Ook deze laatste term is ontleend aan het Duits. In Duitsland spreekt men meestal van Noordzeekust (Nordseeküste). De oude zeekleipolders in het Waddengebied (met inbegrip van de Elbmarschen ) worden in Duitsland als Nordseemarschen betiteld. 
Recenter zijn termen als Waddenland, Waddengebied en Waddenregio. Onder de laatste term verstaat men doorgaans het geheel van alle kuststreken rond de Waddenzee die deelnemen aan de trilaterale samenwerking tussen Denemarken, Duitsland en Nederland. Het hele gebied staat bekend om zijn rijke culturele erfgoed, daterend uit de Romeinse IJzertijd en de middeleeuwen, en valt grotendeels samen met het gebied dat internationaal als Friesland wordt betiteld.

## Namen
Het woord wad is verwant aan het Latijnse woord vadum, dat "doorwaadbare plaats" betekent. Het gebied dat nu bekend staat als Waddenzee wordt sinds de 16e eeuw aangeduid als ’t Wad, de Watten of Wadden. Daarbij maakte men in de regel een onderscheid per streek, bijvoorbeeld het Friese Wad, het Groningse Wad of het Uithuizer Wad. Het toponiem Waddenzee duikt in Nederland pas op in jaren zestig van de 19e eeuw. De huidige naam Waddenzee is waarschijnlijk ontleend aan de Duitse woorden Wattensee (1848) en Wattenmeer (1859). De laatste term werd voor het eerst werd gebruikt door de bekende folklorist Christian Peter Hansen, leraar op het eiland Sylt.
Het woord Waddenzee is vanaf het begin van de 20e eeuw in gebruik om het noordelijke deel van de toenmalige Zuiderzee aan te duiden. Die naam komt voor het eerst officieel voor in de visserijwet van 1908. Een begrenzing ervan ontbrak en er waren meer zaken onduidelijk. Toen de wet in werking trad stond daarin als grens tussen Zuiderzee en Waddenzee de lijn van vuurtoren De Ven naar de molen op het Rode Klif bij Laaxum.
De staatscommissie Lorentz bepaalde in 1926 de omvang van de Zuiderzee op basis van hydrografische verschijnselen. Als noordelijke grens nam men de lijn van het wantij tussen Terschelling en de Friese kust. In deze vergrote Zuiderzee, vermeerderd met de Friese Wadden, onderscheidde de staatscommissie drie verschillende gebieden: het zuidelijke deel de Kom, het noordelijke deel de Waddenzee en het overgangsgebied tussen Kom en Waddenzee. De Waddenzee is in dit rapport dus een onderdeel van de Zuiderzee. De Kom was het deel ten zuiden van de lijn Enkhuizen-Lemmer. De zuidelijke begrenzing van de Waddenzee liep van Zurich over het Kornwerderzand naar de kop van Noord-Holland, drie kilometer ten zuiden van het Nieuwediep bij Den Helder. Na voltooiing van de Afsluitdijk in 1932 kreeg het niet afgesloten deel van de Zuiderzee officieel de naam Waddenzee. In de jaren daarna ging men ook het Friese en Groninger wad hiertoe rekenen.

## Geschiedenis

### Ontstaan
Tijdens de koudste periode aan het eind van de laatste ijstijd, ongeveer 18.000 jaar geleden, lag de zeespiegel ruim honderd meter onder het huidige zeeniveau. De Noordzeebodem lag toen grotendeels droog. Na deze periode smolten de ijskappen waardoor de zeespiegel steeg, en er water in de Noordzee kon lopen. Grofweg 7000 jaar geleden lag de kustlijn ongeveer in de buurt van de huidige kust. Door golfwerking en getijbewegingen werd er sediment vanuit zee naar de kust getransporteerd. Dit sediment werd afgezet langs de kust en in het nabije achterland, dat daardoor telkens iets hoger kwamen te liggen en zo niet verdronk door de nog snel stijgende zeespiegel. In de Duitse Bocht en langs grote delen van de Nederlandse en Vlaamse kust ontstonden zo wadden met getijgeulen (zeegaten) en kwelders. Aan de Noordzeekant lagen lokaal zandige strandwallen.
Hierna zwakte de zeespiegelstijging af en vanaf ongeveer 5000 jaar geleden konden de eerste aaneengesloten strandwallen in West-Nederland bewaard blijven. De getijgeulen in het achterland slibden veelal dicht en de voormalige wadden en kwelders raakten bedekt met een veenmoeras. In Noord-Nederland (grofweg ten oosten van Vlieland) was de situatie anders. Hier waren de strandwallen niet aaneengesloten, ze zijn altijd onderbroken geweest door getijgeulen die uitkwamen op het achterliggende wadden- en kweldergebied. Deze onderbroken strandwallen vormen de kern van de meeste Waddeneilanden.
De afgelopen 7000 jaar is het waddengebied altijd dynamisch geweest. Getijgeulen hebben zich regelmatig verlegd, en ook de grenzen van het wadden- en kweldergebied en de locatie van de Waddeneilanden schoven regelmatig op.
De zeespiegelstijging, in combinatie met de klimaatverandering, die hoofdzakelijk door de in de 20e eeuw ingezette Opwarming van de Aarde wordt veroorzaakt en in dit gebied o.a. de hevigheid van en het aantal stormen doet toenemen,  vormen in de 21e eeuw een serieuze bedreiging van het voortbestaan van het Waddenzeegebied.

### Visserij
Op de Waddenzee is eeuwenlang veel gevist. Om niet weg te zakken in de zachte wadbodems maakten de vissers veel gebruik van sliksleeën. Tot in het begin van de 20e eeuw werd er ook op oesters gevist, met name vanuit Oosterend en Oudeschild. Vermoedelijk door overbevissing is de oester in de Waddenzee sindsdien geheel verdwenen. Wel werden er nadien op de Waddenzee steeds meer mossels gekweekt.

### Afsluiten van de Zuiderzee
Toen de Afsluitdijk in 1932 voltooid was, konden de haring en de ansjovis hun paaiplaats in de kom van de Zuiderzee niet meer bereiken. Het kuit dat ze schoten op de Waddenzee bleef drijven en bij laag water lag er langs de Afsluitdijk en aan de Waddenkust een laag haringkuit die op sommige plaatsen wel 10 tot 15 centimeter dik was. Na enkele jaren met enorme haringvangsten verdween de haring na 1937 ook uit de Waddenzee. Tot ongeveer 1955 kwamen met tussenpozen nog scholen ansjovis naar de Waddenzee. 

Ook het zeegras verdween, in eerste instantie als gevolg van een ziekte. Het kwam, waarschijnlijk door de veranderde omstandigheden, niet meer terug in het Waddenzeegebied terwijl dat elders in Europa wel gebeurde. Het verdwijnen van het zeegras had tot gevolg dat vissoorten als de zeestekelbaars en de trompetterzeenaald nagenoeg uitstierven. Het afsluiten van de Zuiderzee had mede tot gevolg dat in het westelijke deel van de Waddenzee het hoogwaterniveau toenam.

## Fauna

### Vogels
De Waddenzee vormt een belangrijk leefgebied voor vele vogelsoorten. Meeuwen, sterns, steltlopers, lepelaars, eenden en ganzen vinden er hun voedsel als ze doortrekken, overwinteren of broeden op de Waddeneilanden. Droogvallende wadplaten herbergen een rijk bodemleven, dat voor deze vogels een belangrijke voedselbron is. Volgens een onderzoek in 2005 van het NIOZ, loopt het aantal wadvogels ernstig terug. Soorten zoals de zilverplevier, bonte strandloper, tureluur en rosse grutto hebben het erg moeilijk.

### Zeehonden
In de Waddenzee komen twee soorten zeehonden voor: de gewone zeehond en de grijze zeehond. In het verleden werd er op deze zoogdieren gejaagd, maar tegenwoordig zijn ze bij wet beschermd. Dat dat geen garantie is voor het voortbestaan van een soort bleek wel toen in 1988 het Phocine distemper virus de populatie in de Waddenzee decimeerde. Ook vervuiling van de zee door met name chloorkoolwaterstoffen en zware metalen vormen een ernstige bedreiging, hoewel de situatie sinds de jaren tachtig sterk verbeterd is.

### Vissen
De visstand in het Nederlandse deel van de Waddenzee is sinds 1965 sterk gedaald. Op 11 april 2014 publiceerde het NIOZ meetgegevens over vijftig jaar waaruit bleek, dat zalm en rog in het gebied niet meer voorkomen, en dat de palingstand sterk is teruggelopen. Wel komt er meer zeebaars voor.

## Bescherming

### Waarde
Het ondiepe, relatief warme water van de Waddenzee met zijn rijke bodemleven voorziet in de levensvoorwaarden van grote aantallen planten en dieren. Ongeveer 250 plantensoorten komen alleen in de Waddenzee voor. Zeehonden krijgen er hun jongen, vis zet er zijn kuit af, en vogels foerageren op de wormen en schelpdieren als voorbereiding op hun jaarlijkse trek. Door deze rol als kraamkamer en pleisterplaats heeft de Waddenzee niet alleen lokaal een grote ecologische waarde.
Ooit was de Waddenzee vol zeegras: in 1932 was het oppervlak meer dan 150 km². De zeegrasvelden zijn goeddeels verdwenen. Maar nu er tekenen van herstel zijn, wordt zeegras uitgezaaid in de hoop dat dit biotoop met de daarbij horende organismen zich kan herstellen.

### Beschermingsregime
Het grootste deel van de Nederlandse Waddenzee is beschermd natuurmonument en is door de UNESCO aangewezen als Biosfeerreservaat. Het eiland Schiermonnikoog, het Lauwersmeergebied en de Duinen van Texel zijn Nederlandse Nationale parken. Ook grote delen van het het Duitse deel van de Waddenzee zijn beschermd als nationaal park: het Nationaal Park Hamburgse Waddenzee, het Nationaal Park Nedersaksische Waddenzee en het Nationaal Park Sleeswijk-Holsteinse Waddenzee. Binnen deze drie parken zijn drie zones waarin verschillende beschermingsregimes gelden. Denemarken heeft het Nationaal Park Vadehavet.
Op een in november 2005 gehouden internationale Waddenconferentie is besloten om het Nederlandse en het Duitse deel aan te melden voor de lijst van Werelderfgoed. Op 26 juni 2009 werd de Nederlands-Duitse Waddenzee Unesco Werelderfgoed. Op 23 juni 2014 is ook het Deense deel op de Werelderfgoedlijst geplaatst. De deelstaat Bremen, die een deel van de Wezermonding beheert, neemt niet deel aan de internationale samenwerking.

## Gebruik

### Visserij
Tot 2005 was het in het Nederlandse deel van de Waddenzee toegestaan mechanisch op kokkels te vissen. Met zuigpijpen werden de schelpdieren uit de bodem gezeefd. Milieuorganisaties waren van mening dat deze vorm van visserij schade toebracht aan de bodem van de Waddenzee en dat het de voedselketen voor wadvogels bedreigde. Onder grote maatschappelijke druk van met name deze milieu- en natuurorganisaties is in 2005 besloten om de mechanische kokkelvisserij op het Wad te verbieden. Ook boomkorvisserij is in het gebied verboden. Wel wordt er nog handmatig op kokkels gevist.
Momenteel  wordt er nog gevist op mosselen. Daarbij worden kleine mosseltjes (mosselzaad) in het sublitoraal opgevist en vervolgens elders uitgezet op mosselpercelen in de (westelijke) Waddenzee waar ze beter kunnen uitgroeien. Deze vorm van visserij is alleen toegestaan in instabiele gebieden waar het mosselzaad weinig tot geen kans op vestiging heeft. Stabiele gebieden, waar de kans op overleving groter is, mogen volgens de vergunningvoorwaarden niet bevist worden. Mosselzaad dat anders waarschijnlijk verloren zou zijn gegaan blijft op deze wijze bewaard voor mens en dier totdat het uiteindelijk permanent geoogst wordt. Droogvallende wadplaten mogen al een geruim aantal jaren niet meer bevist worden. Bij het oogsten van het mosselzaad gebruiken de mosselkwekers mosselkorren die het bodemslib kunnen verstoren. Daarmee verdwijnt een belangrijke voedselbron voor de eidereenden en scholeksters, de typische wadvogels.
Vanwege dit risico is in het oostelijke deel van de Waddenzee de mosselvangst en -teelt verboden. De ontwikkeling in de gebieden met en zonder mosselvisserij wordt nu vergeleken om de omvang van de natuurschade vast te stellen. In februari 2008 oordeelde de Afdeling bestuursrechtspraak van de Raad van State dat de vergunning voor het oogsten van mosselzaad in de Waddenzee is verleend terwijl de minister onvoldoende heeft onderbouwd dat de natuurschade aanvaardbaar is.

### Toerisme
Een andere vorm van exploitatie is het toerisme. De eilanden trekken veel gasten, er vindt veel watersport plaats op het Wad en vanuit diverse plaatsen kan men wadlopen. Dit leidt regelmatig tot verstoring van de overal aanwezige dieren. Aan de andere kant draagt de recreatie in het gebied bij aan de bewustwording van het belang van het Wad.

### Gasboringen
Op een termijn van 50 jaar wordt een verlaging van de bodem van de Waddenzee gevreesd als gevolg van de aardgaswinning in het Nederlandse deel. In combinatie met de verwachte verhoging van de zeespiegel zou dit kunnen leiden tot een verandering van het milieu met ernstige gevolgen voor de waddenfauna.
Een beroep tegen het toestaan van gaswinning is in 2007 echter door de Raad van State afgewezen. De Raad was van mening dat op basis van wetenschappelijk onderzoek geen ernstige milieueffecten te verwachten waren. De Nederlandse regering heeft ca. 800 miljoen euro uit de verwachte baten toegezegd voor investeringen in het milieu.

### Scheepvaart
De Waddenzee wordt al sinds mensenheugenis door schepen bevaren. Voordat het Noordzeekanaal gegraven werd, was de enige manier om Amsterdam (en andere belangrijke Nederlandse havens) vanaf de Noordzee te bereiken via de Waddenzee en de Zuiderzee. Het bevaren van de Waddenzee was in die tijd moeilijk, door de steeds verplaatsende geulen en banken en de spaarzame bebakening. Menig schip verging. Voor duikverenigingen levert dit vandaag de dag veel interessante plekken op. Hoewel de bebakening en navigatietechnologie sindsdien enorm verbeterd zijn, vereist het bevaren van de Waddenzee nog steeds speciale kennis en ervaring.
Voor het ondiepe water van de Waddenzee en de Zuiderzee zijn aparte scheepstypen ontwikkeld, met platte bodems en zijzwaarden. Vandaag de dag wordt de Waddenzee bevaren door veerboten naar de Waddeneilanden, de visserij, de pleziervaart en traditionele zeilende vrachtvaarders als klippers, tjalken, aken enz. Bekende havens zijn Oudeschild, Harlingen, Holwerd, Oost-Vlieland, West-Terschelling, Nes, Schiermonnikoog, Lauwersoog en Noordpolderzijl.
Om overlast door de recreatievaart te voorkomen is een Erecode voor Wadliefhebbers opgesteld. De bedoeling is dat hiermee het bewustzijn voor de ecologische waarde wordt verhoogd en zelfregulering het instellen van regelgeving door de overheid overbodig maakt. Het Nederlandse deel van de Waddenzee behoort tot de binnenwateren, de scheepvaart is er dus gehouden aan het Binnenvaartpolitiereglement. Voor de Eemsmonding geldt een apart reglement. In Duitsland geldt de Waddenzee als open zee, en dus zijn de Internationale Bepalingen ter Voorkoming van Aanvaringen op Zee van kracht.
De scheepvaart van en naar het IJsselmeer geschiedt via de Lorentzsluizen bij Kornwerderzand of de Stevinsluizen bij Den Oever. Andere veel gebruikte routes van en naar de Waddenzee zijn het Van Harinxmakanaal, dat bij Harlingen in zee uitmondt, de Robbengatsluis bij Lauwersmeer en het Eemskanaal tussen Groningen en Delfzijl. In Duitsland zijn de rivieren Eems, Wezer, Elbe en Eider de belangrijkste verbindingen tussen de Waddenzee en het achterland.

## Grenzen

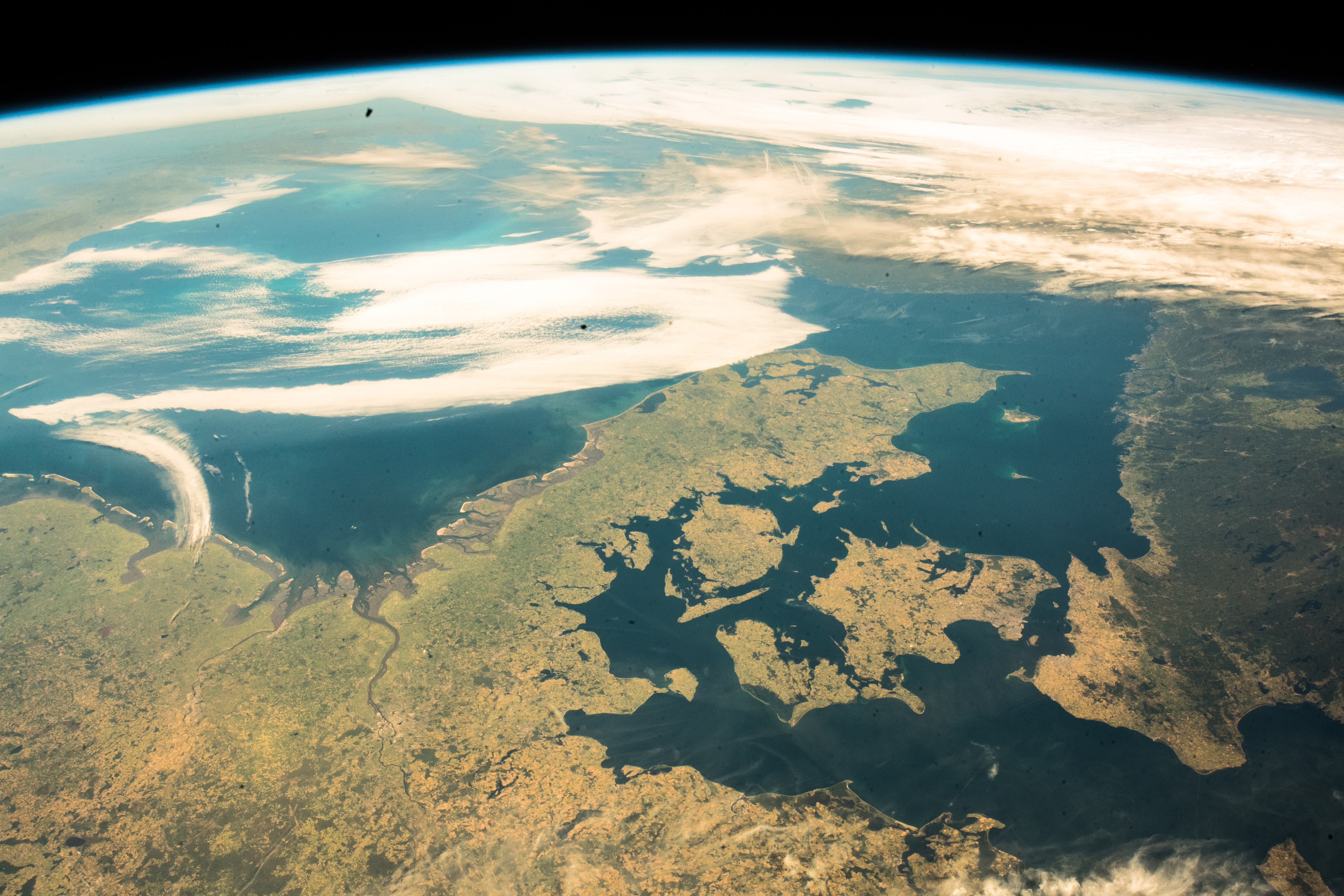
Links op de satellietfoto is de deels drooggevallen Waddenzee te zien.

Tussen Nederland en Duitsland ligt in de Waddenzee een al eeuwen betwist gebied. Het beheer wordt door Duitsland en Nederland samen uitgevoerd. Bij geplande activiteiten van een van de landen in dit deel van de Waddenzee die nadelige of voordelige effecten hebben voor het andere land, kunnen problemen ontstaan, zoals bij aanspraken op bodemschatten. Bij de plannen voor de Dollarthafen bij Emden, in en nabij dit grensgebied, lukte het niet om tot overeenstemming te komen. Ook later waren er bij het beheer problemen, zoals bij mosselvisserij.
In dit gebied, ongeveer een kilometer buiten de Eemshaven, in de Eemsmonding, ligt de zandbank Hond en Paap die bij eb droogvalt. Op het deel de Hond is een ligplaats voor gewone zeehonden. Er worden daar veel jongen geboren.